# Херитиџ Вилиџ (Конектикат)
Херитиџ Вилиџ (енгл. Heritage Village) насељено је место без административног статуса у америчкој савезној држави Конектикат.

## Демографија
По попису из 2010. године број становника је 3.736, што је 301 (8,8%) становника више него 2000. године.
| Група             | 2000.         | 2010.         |
| Белци             | 3.380 (98,4%) | 3.620 (96,9%) |
| Афроамериканци    | 7 (0,2%)      | 30 (0,8%)     |
| Азијати           | 11 (0,3%)     | 22 (0,6%)     |
| Хиспаноамериканци | 23 (0,7%)     | 52 (1,4%)     |
| Укупно            | 3.435         | 3.736         |